# I Rise (dal)
Az I Rise Madonna amerikai énekes-dalszerző egyik dala a Madame X című tizennegyedik stúdióalbumáról, amely először 2019. május 3-án jelent meg az Interscope Records kiadónál, mint az album első promóciós kislemeze, majd 2019. október 4-én az album harmadik kislemezeként került kiadásra Olaszországban.

## Előzmények
Az első promóciós kislemezként megjelenő dalt hatalmas és felemelő himnusznak nevezték, amely a túlélésről, a társadalmi és modern világ problémáiról szól. Madonna saját szavaival mondja el ugyan, de mindenkinek hangot ad. A dal bevezetőjében Emma González beszél az iskolákban történő fegyveres erőszak megelőzéséről a Never Again MSD nevű diák vezérelt politikai akcióbizottság segítségével.

## Slágerlista
| Slágerlista (2019)                           | Legjobb helyezés |
| -------------------------------------------- | ---------------- |
| Horvátország (HRT)                           | 95               |
| Franciaország (SNEP)                         | 22               |
| Magyarország (Single Top 40)                 | 27               |
| Skócia (Official Charts Company)             | 45               |
| Egyesült Királyság (Official Charts Company) | 40               |